# Tendayi Darikwa
Tendayi David Darikwa (Nottingham, Anglia, 1991. december 13. –) zimbabwei labdarúgó, aki jelenleg a Nottingham Forestben és a zimbabwei válogatottban játszik. Jobbhátvédként és szélsőként is képes pályára lépni.

## Gyermekkora
Darikwa zimbabwei szülők gyermekeként született Nottinghamben és West Bridgfordban, Nottinghamshire megyében nevelkedett.

## Pályafutása

### Chesterfield
Darikwa a Chesterfield ifiakadémiáján kezdett el futballozni, első profi szerződését 2010-ben kapta a klubtól. 2010 októberében csapattársával, Craig Clayjel együtt kölcsönben a Barrow-hoz igazolt. A Chesterfield első csapatában 2010. november 27-én, egy Burton Albion ellen FA Kupa-meccsen mutatkozott be. A bajnokságban a 2011–12-es idényben debütált, egy Notts County elleni találkozón. 2012 májusában csapata egy évvel meghosszabbította szerződését.
A 2012–13-as szezon első felében nyújtott jó teljesítménye elismeréseként a csapat új menedzsere, Paul Cook 2012 októberében új, három évre szóló szerződést ajánlott neki. 2012 decemberében a hónap legjobbjának is megválasztották a negyedosztályban. 2013 októberében neve felmerült a Manchester Uniteddel kapcsolatban, mivel az akkori menedzser, David Moyes komoly érdeklődést tanúsított iránta. Darikwa hízelgőnek nevezte az óriásklub érdeklődését, de elmondta, nem érzi még késznek magát, hogy azon a szinten futballozzon, amit ott elvárnának tőle.
2014. május 30-án pályára léphetett a Wembley Stadionban, a Football League Trophy döntőjén, melyet csapata 3-1-re elveszített a Peterborough United ellen. Fontos szerepe volt abban, hogy a Chesterfield a 2013–14-es évadban bajnok lett a negyedosztályban és egy osztállyal feljebb jutott. Ugyanebben a szezonban vált szélsőből jobbhátvéddé, így a következő idényben a 7-es helyett már a 2-es mezt viselte.
2015. április 7-én gólt szerzett a Crewe Alexandra ellen. Teljesítményével ő is hozzájárult ahhoz, hogy csapata bejutott a rájátszásba, ahol végül kikapott az elődöntőben a Preston North End ellen. 2015. május 6-án négy egyéni díjat kapott, köztük az év legjobbjának járó díjat, mind a klub, mind a szurkolók szavazásán.

### Burnley
2015. július 30-án Darikwa hároméves szerződést kötött a másodosztályú Burnleyvel. Augusztus 8-án, a szezon első napján mutatkozott be, a Leeds United ellen, gólpasszt adva Sam Vokesnak. Szeptember 26-án megszerezte első gólját is a csapatban, a Reading ellen. Az idény során 21 bajnokin lépett pályára, csapata végül bajnokként jutott fel a Premier League-be.

### Nottingham Forest
2017. július 26-án négyéves szerződést írt alá a Nottingham Forest csapatához.
A másodosztályú együttesben augusztus 4-én, a Millwall elleni 1-0-ás hazai győzelem alkalmával mutatkozhatott be.
Szeptember 20-án, egy Chelsea elleni ligakupa találkozón szerezte első gólját a Vörösök színeiben.

## Válogatott pályafutása
Darikwa szülei zimbabweiek, ő viszont már Angliában született, így a zimbabwei és az angol válogatottban is szerepelhet.
2013 októberében úgy döntött, szeretne a zimbabwei válogatottban szerepelni, de meggondolta magát, amikor az egyik zimbabwei futballvezető "ügyviteli díjat" akart kérni tőle a papírmunkáért cserébe. Később elmondta, a jövőben nem zárkózik el sem a zimbabwei, sem az angol nemzeti csapat megkeresésétől.
Végül 2017. november 8-án debütált Zimbabwe nemzeti tizenegyében egy Lesotho elleni barátságos találkozón, melyen csapatával 1-0 arányban maradtak alul.

## Sikerei

### Chesterfield
- League Two bajnok: 2013–14
- Football League Trophy ezüstérmes: 2014

### Burnley
- Championship bajnok: 2015–16

## Külső hivatkozások
- Tendayi Darikwa pályafutásának statisztikái a Soccerbase oldalon (angolul)